# Philipp Kutter

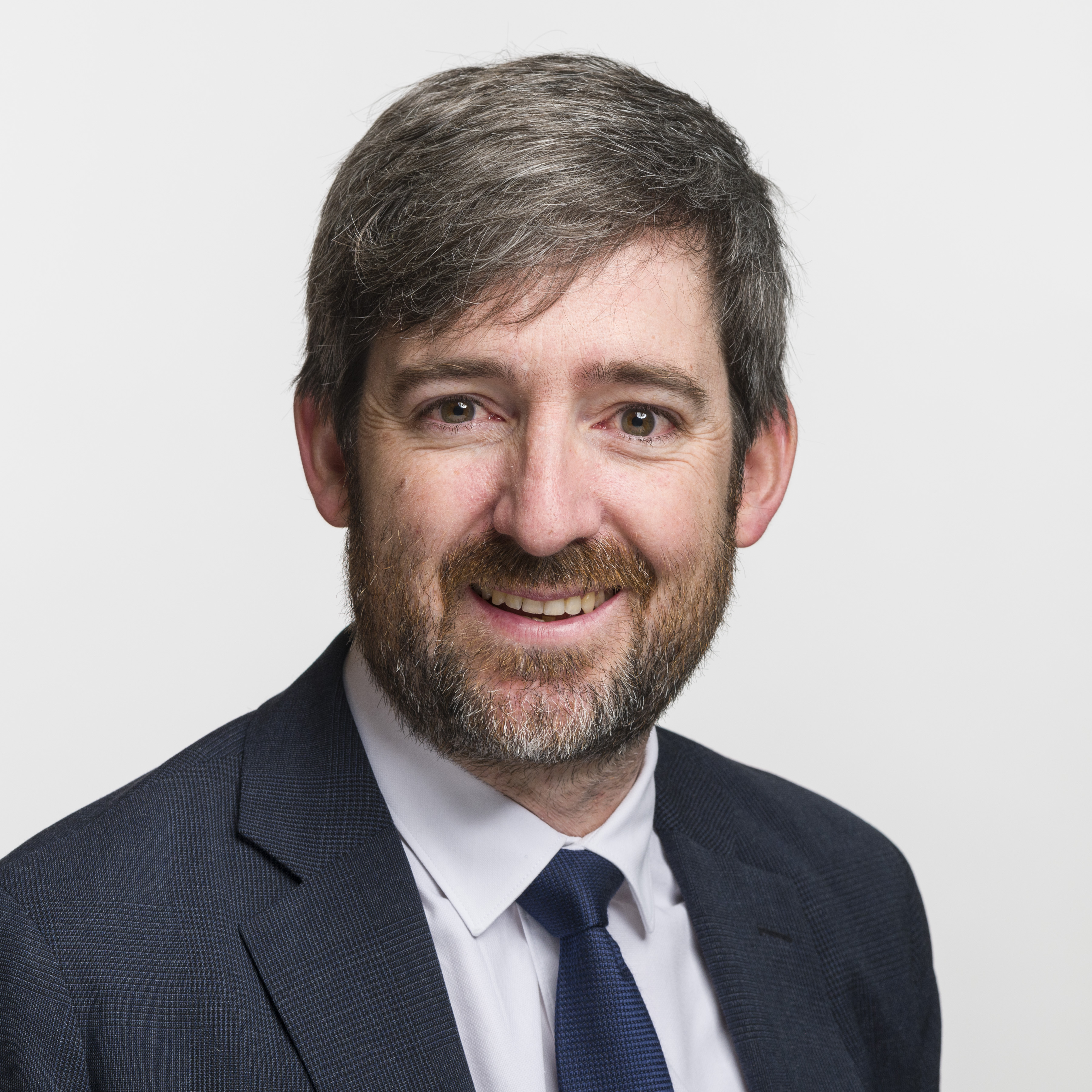
Philipp Kutter (2019)

Philipp Mario Kutter (* 31. August 1975 in Altstätten; heimatberechtigt in Homburg und Wädenswil) ist ein Schweizer Politiker (Die Mitte, vormals CVP). Er ist amtierender Stadtpräsident von Wädenswil und Nationalrat.

## Biografie
Philipp Kutter besuchte in Wädenswil die Primarschule und schloss an der Kantonsschule Wiedikon in Zürich die Matura Typus B ab. Nach einem Studium der Geschichte, Medienwissenschaft und Politologie an der Universität Zürich arbeitete er als Journalist zuerst auf der Redaktion der Zürichsee-Zeitung und dann als Chefredaktor beim Thalwiler Anzeiger.
2006 wurde Kutter in den Stadtrat von Wädenswil gewählt und war für Sicherheit und Gesundheit zuständig. 2010 erfolgte Kutters Wahl zum Stadtpräsidenten von Wädenswil. Sein Ressort umfasst unter anderem Standortförderung und Stadtentwicklung, Kulturförderung, Bevölkerungsdienste, Personelles und Informatik. Von Mai 2007 bis Juli 2018 war er im Zürcher Kantonsrat und amtete von 2008 bis zu seinem Rücktritt im Juli 2018 als Präsident der CVP-Fraktion. Bei den kommunalen Gesamterneuerungswahlen 2014 und den Kantonsratswahlen 2015 wurde Kutter in beiden Ämtern und später auch als Fraktionspräsident bestätigt.
Bei den Schweizer Parlamentswahlen 2015 erlangte Kutter mit 25'152 Stimmen parteiintern den dritten Platz, was jedoch nicht für eine Wahl reichte. Am 11. Juni 2018 wurde Kutter aufgrund des Rücktritts von Barbara Schmid-Federer als Nationalrat vereidigt. In den Parlamentswahlen 2023 wurde er als Nationalrat bestätigt. Dort gehört er der Kommission für Verkehr und Fernmeldewesen als Präsident an, zuvor war er Mitglied in der Kommission für Wissenschaft, Bildung und Kultur (Stand Juni 2024). Im Januar 2023 nominierte ihn seine Partei für die Ständeratswahlen im Herbst. Im ersten Wahlgang landete er auf dem 6. Platz und trat nicht mehr an.
Anfang Februar 2023 brach er sich beim Skifahren zwei Halswirbel, seine Beine und sein rechter Arm sind seither gelähmt, weswegen er bis Ende Oktober 2023 stationär im Schweizer Paraplegiker-Zentrum betreut wurde. Alle Aufgaben auf kommunaler, regionaler und nationaler Ebene trat er bis auf Weiteres an seine Stellvertreter ab. Im August 2023 konnte er teilweise seine Arbeit als Stadtpräsident wieder aufnehmen, seit Ende Oktober 2023 lebt er wieder zu Hause in Wädenswil.
Philipp Kutter ist verheiratet und hat zwei Kinder. Mit seiner Frau ist er Inhaber einer Agentur für Kommunikation und Marketing.

## Dokumentation
- Nationalrat Philipp Kutters Neustart – Leben mit der Lähmung. In: SRF DOK, 6. Juni 2024, verfügbar bis 6. Dezember 2024 (50 Min.).